# Hrvatski odbojkaški kup Snježane Ušić 2024./25.
Hrvatski odbojkaški kup Snježane Ušić za seniorke, sponzorskog naziva Super Sport Kup Hrvatske Snježane Ušić za sezonu 2024./25. je osvojila "Ribola Kaštela" iz Kaštel Starog. 

## Rezultati

### Osmina završnice
| rb | datum              | mjesto odigravanja                          | par                                           | rez. | setovi                     | napomene | izvještaj |
| -- | ------------------ | ------------------------------------------- | --------------------------------------------- | ---- | -------------------------- | -------- | --------- |
| 1  | 17. studenog 2024. | Zagreb, ŠSD Boško Božić Pepsi               | Olimpik Zagreb - Mladost Zagreb               | 0:3  | 10:25, 6:25, 17:25         |          |           |
| 2  | 17. studenog 2024. | Dubrovnik, SD Gospino Polje                 | Dubrovnik - Dinamo Zagreb                     | 0:3  | 13:25, 18:25, 21:25        |          |           |
| 3  | 17. studenog 2024. | Split, SD Poljud                            | Brda Split - Marina Kaštela (Kaštel Gomilica) | 0:3  | 22:25, 20:25, 11:25        |          |           |
| 4  | 17. studenog 2024. | Rijeka, Dvorana Mladosti Trsat              | Rijeka - Kelteks Karlovac                     | 0:3  | 12:25, 15:25, 12:25        |          |           |
| 5  | 17. studenog 2024. | Belišće, dvorana OŠ Belišće - I. Kukuljević | Belišće - Osijek                              | 0:3  | 13:25, 12:25, 12:25        |          |           |
| 6  | 17. studenog 2024. | Trogir, SD Vinko Kandija                    | Trogir - Ribola Kaštela (Kaštel Stari)        | 0:3  | 12:25, 22:25, 13:25        |          |           |
| 7  | 17. studenog 2024. | Pula, dvorana OŠ Veli Vrh                   | Veli Vrh Pula - Nebo Zaprešić                 | 1:3  | 25.23, 16:25, 16:25, 17:25 |          |           |
| 8  | 17. studenog 2024. | Vukovar, dvorana OŠ D. Tadijanović          | Enna Vukovar - Don Bosco Zagreb               | 0:3  | 17:25, 10:25, 13:25        |          |           |

### Četvrtzavršnica
| rb | datum             | mjesto odigravanja                     | par                                                 | rez. | setovi                            | napomene | izvještaj |
| -- | ----------------- | -------------------------------------- | --------------------------------------------------- | ---- | --------------------------------- | -------- | --------- |
| 9  | 8. prosinca 2024. | Osijek, NŠD Gradski vrt                | Osijek - Mladost Zagreb                             | 2:3  | 25:23, 21:25, 10:25, 25:21, 12:15 |          |           |
| 10 | 8. prosinca 2024. | Zaprešić, dvorana OŠ Antun Augustinčić | Nebo Zaprešić - Dinamo Zagreb                       | 2:3  | 27:25, 25:20, 18:25, 17:25, 11:15 |          |           |
| 11 | 8. prosinca 2024. | Zagreb, SD Pešćenica                   | Don Bosco Zagreb - Marina Kaštela (Kaštel Gomilica) | 1:3  | 21:25, 25:21, 14:25, 22:25        |          |           |
| 12 | 8. prosinca 2024. | Kaštel Stari, GD Kaštela               | Ribola Kaštela (Kaštel Stari) - Kelteks Karlovac    | 3:0  | 25:19, 25:13, 25:22               |          |           |

### Poluzavršnica
| rb | datum             | mjesto odigravanja                  | par                                                              | rez. | setovi                            | napomene | izvještaj |
| -- | ----------------- | ----------------------------------- | ---------------------------------------------------------------- | ---- | --------------------------------- | -------- | --------- |
| 13 | 26. veljače 2025. | Kaštel Stari, GD Kaštela            | Ribola Kaštela (Kaštel Stari) - Marina Kaštela (Kaštel Gomilica) | 3:2  | 25:20, 25:19, 22:25, 23:25, 15:13 |          |           |
| 14 | 27. veljače 2025. | Zagreb, Dom odbojke - Bojan Stranić | Mladost Zagreb - Dinamo Zagreb                                   | 3:2  | 25:19, 25:15, 18:25, 16:25, 15:13 |          |           |

### Završnica
Sisak domaćin završnice kupa. 
| rb | datum            | mjesto odigravanja      | klub1                         | klub2          | rez. | setovi                     | napomene                        | izvještaj |
| -- | ---------------- | ----------------------- | ----------------------------- | -------------- | ---- | -------------------------- | ------------------------------- | --------- |
| 15 | 22. ožujka 2025. | Sisak, SD Zeleni brijeg | Ribola Kaštela (Kaštel Stari) | Mladost Zagreb | 3:1  | 20:25, 25:23, 25:12, 25:19 | "Ribola Kaštela" pobjednik kupa |           |

## Vanjske poveznice
- natjecanja.hos-cvf.hr, Hrvatska odbojkaška natjecanja
- hos-cvf.hr, Hrvatski odbojkaški savez
- (engl.) hos-web.dataproject.com, Croatian Volleyball Federation